# 閃マンガン鉱
閃マンガン鉱（せんマンガンこう、alabandite、アラバンダイト）は、マンガンの硫化鉱物。硫マンガン鉱、アラバンド鉱ともよばれる。英名のAlabanditeは、トルコのアラバンダ(Alabanda)地方で最初に発見されたことに由来する。
マンガン鉱山に普通に産出される鉱物であり、菱マンガン鉱、あるいはばら輝石と伴って産出される。

## 性質・特徴
化学組成は、MnS。等軸晶系。立方体、八面体あるいは塊状で産出され、{001}に完全なへき開がある。モース硬度は3.5。比重は4。
色は黒から鉄黒色で、亜金属光沢があり、条痕は暗緑色である。粉末にするとニンニクのような悪臭がする。
特徴としては酸化のされやすさがあげられる。しばらく放置しておくとすぐに光沢を失い、二酸化マンガンのくすんだ褐色となる。このため、現在では「閃マンガン鉱」よりも「アラバンド鉱」と呼ばれることが多い。